# Grégory Notebaert
Pour les articles homonymes, voir Notebaert.
 (juin 2014).
Grégory Notebaert, dit Grégory Hoàng Phúc Notebaert, né en 1975 à Paris, est un compositeur français originaire du Nord de la France (région lilloise). Écrivant principalement de la musique contemporaine à caractère religieux, il a composé de nombreuses œuvres de musique sacrée, vocales et instrumentales, en particulier pour le chœur de chambre Harmonia Sacra.
Il participe au renouvellement de la Musique liturgique en France au sein de l'ACCREL et a été responsable de la Commission de Musique Liturgique du diocèse de Cambrai et directeur musical du chœur et de l'orchestre diocésain de 2004 à 2009. Il a entre autres composé de nombreux psaumes durant cette période. 
Entre 2001 et 2010, il fait partie de l'ensemble vocal baroque Harmonia Sacra comme basse et pour lequel il compose plusieurs œuvres. 
Résidant au Vietnam depuis 2011, il se consacre à ses travaux de composition, et au développement de la musique chorale au Vietnam. Il intègre ainsi les chœurs de l'opéra de Ho Chi Minh Ville en 2015 comme coach linguistique et choriste. 
En 2016, il devient directeur musical adjoint du Choeur International de Ho Chi Minh Ville et crée le Saigon Chamber Consort, le premier chœur de chambre baroque du Vietnam, dont il est le directeur musical.

## Formation et carrière
Grégory Notebaert s’initie en autodidacte à la composition musicale dès l'âge de 15 ans, avant de poursuivre sa formation au Conservatoire de Roubaix à partir de 2000.
En 2006, il obtient la médaille d’or en harmonie et contrepoint à l’unanimité du jury au conservatoire à rayonnement départemental de Roubaix (France, 59) dans la classe de Franck Zigante. En 2009, il obtient son diplôme d'orchestration (mention bien) au conservatoire à rayonnement départemental de Roubaix (France, 59) dans la classe d’Anne Secq-Delecroix. En 2014, il obtient ses diplômes de culture musicale, d'invention (classes de Franck Zigante) et de réduction d’œuvres (classe d’Anne Secq-Delecroix) avec la mention très bien.
Chef de chœur et compositeur, il a dirigé plusieurs chœurs associatifs amateurs dans la région Nord - Pas-de-Calais entre 1996 et 2009. Durant cette période, il a enseigné la liturgie pratique, la direction de chœur et l'analyse de répertoire dans le cadre de ses responsabilités pour le diocèse de Cambrai. Actuellement, il est critique musical et compositeur pour les revues liturgiques nationales Signes Musiques et Voix Nouvelles pour lesquelles il compose de nombreux chants et psaumes. À l'automne 2015, un grand motet sur la séquence du Saint Sacrement Lauda Sion a été créé à Lourdes. Écrit pour double chœur, chœur de solistes, chœur d'enfants, ensemble de cuivre et orgue, le motet a été interprété par plus de 6 000 personnes.
Le chœur international de Ho Chi Minh Ville a aussi créé plusieurs de ses œuvres: Cao cung lên - Orchestration (décembre 2015), Love came down at Christmas (décembre 2016), Rorate Caeli Desuper (décembre 2017) et Laudate Dominum (décembre 2018).

## Œuvre
Ses créations sont essentiellement vocales. On trouve cependant un certain nombre de pièces instrumentales et orchestrations dans son répertoire.
Il a aussi écrit de nombreux arrangements sur des chants liturgiques ou de variété, pour chœur et instrumentistes.

### Style - Esthétique
Ouvert à tous les styles de musique, passionné de contrepoint et de Jazz, sa recherche l'oriente vers des compositions où le caractère mélodique est souvent très présent et les harmonies colorées.
Loin de toute approche conceptuelle de la composition moderne, le traitement musical du texte est central dans son travail ainsi que la réception que peuvent en faire à la fois les interprètes et l'auditoire. Depuis 2010, il travaille sur les rencontres interculturelles que permettent les musiques, en particulier la musique du Vietnam, pays où il réside. 

### Créations (non exhaustif)

#### Musique liturgique
- Dieu notre Père, voici le pain (1992)[1]
- Messe pour les aumôneries (1994)
- Ouvriers d'espérance - Hymne de la Session Nationale de la Mission Étudiante (1997)
- Messe du Royaume (2000)
- Viens, Parole - Hymne de l'université d'été de l'Assomption (2001)
- La vérité dans l'amour - Hymne du chapitre international de l'Assomption (2004)
- De tout mon cœur, je te rends grâce - Psaume 137 (2009)
- Messe de Saint Roch (2010)[2]
- Levons les yeux vers le Seigneur - Psaume 62 (2010)

#### Musique sacrée
- Cantate En toutes Cultures (2005)
- Chantez au Seigneur - Psaume de François d'Assise (2005)
- Cantate Fiat Lux ! (2007)
- Ave maris stella (2008)
- Amo Ergo Sum (2008)
- Lauda Sion (2015)[3]
- Love Came Down At Christmas (2016)[4]
- Rorate Cæli Desuper (2017)[5]
- Laudate Dominum (2018)[6]

#### Pièces instrumentales
- Lamentation (1995)
- Darkness (1996)
- Bouncing Tune (2010)[7]
- Nostalgic Dream (2010)
- A New Year Is Coming (2011)
- Au Jardin des Oliviers (2012)
- Nuit de Songes et de Cauchemars (2014)
- Jesu Meine Freude (2014)

#### Arrangements Instrumentaux
- Ô prends mon âme - Traditionnel (2007)
- Pour que l'homme soit un Fils - Didier Rimaud/Jean-Marie Vincent (2008)
- Tu es Dieu - Sophie et Jean-Yves Gall (2010)

#### Orchestrations
- Mouvement lent de la Sonate en Fa K280 de Wolfgang Amadeus Mozart (2007)
- Mélodie Norvégienne Op. 12 no 6 d'Edvard Grieg (2007)
- Intermezzo Op. 117 no 3 de Johannes Brahms (2008)
- The Man I Love de George Gershwin (2008)
- Excursions Op. 20 no 4 de Samuel Barber (2009)
- Le Carafon de Francis Poulenc (2009)
- Par la Musique et par nos Voix de Didier Rimaud/Heinrich Schütz (2013)
- Cao Cung Lên de Hoài Đức/Nguyễn Khắc Xuyên (2015)
- This is our World de Alexander Lestrange (2016)

#### Réductions d’œuvres
- Danse du Prisonnier de Karl Nielsen (2014)
- Danse Slave Op. n°2  d'Anton Dvorak (2014)
- Joyeuse Marche d'Emmanuel Chabrier (2014)

### Manifestations publiques
- Création de Chantez au Seigneur - Psaume de François d'Assise en mars 2006 par le Chœur de Chambre Harmonia Sacra en la Cathédrale de Cambrai
- Création de la Cantate Fiat Lux ! en juin 2007 par le Chœur de Chambre Harmonia Sacra en l'église de Buire-au-bois (62)
- Création de Ave maris stella en mars 2008 par la soprano Cassandra Harvey et l'organiste Pascal Lefrançois en la Cathédrale de Cambrai
- Création du motet Amo ergo sum en juillet 2008 en l'église de Trith-Saint-Léger (59)
- Création de six orchestration par l'Orchestre des Élèves du Conservatoire de Roubaix le 26 février 2010
- Concert pédagogique des classes d'arrangement et de réduction d’œuvres d'Anne Secq-Delecroix au conservatoire de Roubaix le 6 février 2015[8]
- Rassemblement ANCOLI des chorales liturgiques : Lauda Sion (2015)[9]
- Orchestration du Christmas Carol vietnamien Cao Cung Len avec le Chœur International de Ho Chi Minh Ville le 1er décembre 2015[10]
- Création du Christmas Carol Love Came Down At Christmas avec le Chœur International de Ho Chi Minh Ville le 2 décembre 2016[11]
- Création du Christmas Carol Rorate Cæli Desuper avec le Chœur International de Ho Chi Minh Ville le 2 décembre 2017[12]
- Création du Christmas Carol Laudate Dominum avec le Chœur International de Ho Chi Minh Ville le 2 décembre 2018 [13]